# Grad Pembroke
Grad Pembroke (valižansko Castell Penfro) je srednjeveški grad v Pembroku v Zahodnem Walesu ob reki Cleddau. Temeljito je bil prenovljen v začetku 20. stoletja. Grad je bil prvotni sedež grofov Pembroških.
Leta 1093 je Roger iz Montgomeryja zgradil grad, ko je utrdil pomol ob vdoru Normanov v Wales. Stoletje pozneje je grad dobil William Marshal, 1. grof Pembroški, in to od Riharda I. Postal je eden najmočnejših mož v 12. stoletju v Britaniji, predelal grad v kamnu in ustvaril večino strukture, vidne še danes.

## Konstrukcija
Grad je na strateškem skalnem pomolu v estuariju reke Cleddau. Prva utrdba je bila normanski grad mota (grad na griču v obliki stolpa) z zaprtim dvoriščem. Imel je obrambni okop in palisado. 
Leta 1189 je grad Pembroke dobil William Marshal. Odstranil je okop in leseno palisado ter zgradil veličasten normanski kamniti grad. Notranje krilo, ki je bilo zgrajeno najprej, ima velik, okrogel donžon s kupolasto streho. Prvotni vhod v prvem nadstropju je bil prek zunanjega stopnišča. V notranjosti je spiralno stopnišče povezovalo vsa štiri nadstropja. Kupolasta streha je imela tudi več brunčic (luknje v zidovih srednjeveških gradov, v katerih so ob zidavi tičala prečna bruna zidarskih odrov), lukenj za podporo leseni bojni plošči. Če je bil grad napaden, so branilci skozi stolpne masivne stene naredili oder nad glavami napadalcev.
Notranja pregradna stena je imela velik, podkvasto oblikovan prehod. Toda ob pomolu so bile le tanke stene. Ta del zidu je imel majhno kupolo za opazovanje in kvadratno kamnito ploščo. Stanovanjska zgradba, tudi dvorec Williama Marshala in zasebni apartmaji so bili v notranjem krilu.
V poznem 13. stoletju so bile dodane stavbe notranjega krila, tudi dvorec. Zgrajeno je bilo tudi spiralno stopnišče s 55 stopnicami, ki je pripeljalo do velike apnenčaste jame pod gradom, znane kot jama Wogan. Jama, ki je nastala z naravno vodno erozijo, je bila utrjena s steno, zapahnjenim prehodom in strelnicami. Lahko so jo uporabljali kot čolnarno ali nadzorovan vstop do reke, kamor so lahko prenesli tovor ali ljudi.
Zunanje krilo so branila velika vrata s parom stolpov, barbakan in več okroglih stolpov. Zunanja stena je 5 metrov debela in izdelana iz  kvadrov iz mivke.
Čeprav je to normanski ograjeni grad z velikim donžonom, ga lahko natančneje opišemo kot linearno utrdbo , ker je bil, tako kot gradova Caernarfon in Conwy iz 13. stoletja, zgrajen na skalni vzpetini, obdani z vodo. Napadali so lahko samo v ozkem delu spredaj. Arhitekturno so to najdebelejši zidovi in stolpi, skoncentrirani na kopenski strani s pogledom na mesto, reka pa ustvarja naravno zaščito okoli preostanka gradu.

## Zgodovina
Pembroški grad stoji na kraju, ki je bil naseljen najmanj od rimskega obdobja dalje.
Normanski lord Roger iz Montgomeryja (umrl 1094) je tukaj zgradil prvi grad v 11. stoletju. Gerald de Windsor (okoli 1075–1135), prednik irske družine Fitzgerald, je bil stražnik na gradu od leta 1102. Čeprav je le iz zemlje in lesa, se je upiral več valižanskim napadom in obleganjem v naslednjih 30 letih in se uveljavil kot središče normanskega nadzora jugozahodnega Walesa.
V 12. stoletju je Robert II. de Bellême, 3. grof Shrewsburyjski, najstarejši sin Rogerja de Montgomeryja, izgubil vse svoje britanske posesti in naslove, ker se je uprl Henriku I. Kralj Štefan je dal leta 1138 grad Gilbertu de Claru, 1. grofu Pembroškemu, ki ga je uporabljal pri normanskem vdoru na Irsko.
Avgusta 1189 je Rihard I. Levjesrčni uredil poroko Isabel, de Clarove vnukinje, z Williamom Marshalom, ki je dobil grad in naslov grof Pembroški. Grad je pozidal v kamnu in zgradil velik donžon. Marshalla je nasledilo pet njegovih sinov. Tretji sin, Gilbert Marshal, je bil odgovoren za širitev in nadaljnjo krepitev gradu med letoma 1234 in 1241.
Vsi Marshalovi sinovi so umrli brez otrok. Leta 1247 je grad podedoval William de Valence, polbrat Henrika III., ki je postal grof Pembroški po svoji poroki z Joan, vnukinjo Williama Marshala. Družina Valence je imela grad 70 let. V tem času je bilo mesto Pembroke utrjeno z obzidjem, tremi glavnimi vrati in posterno. 
Pembroški grad je postal de Valenceevo vojaško oporišče za boj proti valižanskim knezom, ko je Edvard I. med 1277 in 1295 osvajal severni Wales.
Toda po smrti Aymerja de Valencea, 2. grofa Pembroškega, sina Williama de Valencea, je grad s poroko prešel v družino Hastings. Leta 1389 je 17-letni John Hastings umrl v dvoboju, tako se je končala dediščina, ki se je začela pred 250 leti.
Grad je bil nato vrnjen Rihardu II. Leta 1400 je Owain Glyndŵr začel upor v Walesu. Pembroke je ušel napadu, ker je grajski stražnik Francis а Court Glyndŵru dal zlato.
Na koncu je Henrik VI. leta 1452 grad in grofijo predstavil polbratu Jasperju Tudorju, 1. vojvodi Bedfordskemu. Tudor je poročil njegovo ovdovelo sestro Margaret Beaufort v Pembroke, kjer je rodila edinega otroka, kralja Henrika VII. (rojen 1457).
V 15. in 16. stoletju je bil grad kraj miru. Ob izbruhu angleške državljanske vojne, se je Pembroke odločil za parlamentarce, čeprav se je večina južnega Walesa opredelila za kralja. Zato so ga oblegali rojalisti, vendar je bil ohranjen s parlamentarnimi okrepitvami iz bližnjega Milford Havna.
Parlamentarne sile so nato zajele gradove rojalistov Tenby, Haverfordwest in Carew. Toda leta 1648, ko je bila vojna pri koncu, so voditelji Pembroka spremenili stran in vodili upor rojalistov. Oliver Cromwell je prišel v Pembroke in po sedmih tednih obleganja zavzel grad. Trije voditelji so bili spoznani za krive izdajstva in Cromwell je odredil, naj se grad uniči. Meščani so to spodbujali, saj bi trdnjavo razstavili in kamen ponovno uporabili za lastne namene.
Grad so nato opustili in dovolili, da propade. V ruševinah je ostal do 1880, ko se je začel triletni projekt obnove. Do prve svetovne vojne se ni dogajalo nič. Leta 1928 je grad dobil veteran generalmajor sir Ivor Philipps in začel obsežno obnovo grajskih zidov, vhodnih vrat in stolpov. Po njegovi smrti je bil ustanovljen sklad za grad, ki ga skupaj upravljata družina Philipps in pembroški mestni svet.

## Grad danes
Grad Pembroke je zaščiten in na seznamu stopnje I od leta 1951.
Grad je odprt za javnost. To je še vedno največji grad v zasebni lasti v Walesu. Slike in zasloni prikazujejo številne poudarke iz njegove zgodovine. 

## V filmu
Leta 1976 je bil grad prizorišče dvobojev v filmu Jabberwocky, ki ga je režiral Terry Gilliam.
Leta 1989 ga je BBC uporabljal kot grad kralja Miraza v priredbi Kraljeviča Kaspijana, ki je ena od Zgodb iz Narnije C. S. Lewisa.
Leta 2011 je bilo nekaj prizorov filma o Richardu II. posnetih na tem gradu, ki je bil del BBC-jeve serije  Votla krona (The Hollow Crown) po Shakespearju. 
Pembroke se je pojavil v enem od začetnih prizorov v filmu Lev pozimi (The Lion in Winter), v katerem je prikazan dvoboj Riharda I. Levjesrčnega (Anthony Hopkins) z drugim vitezom.

## Galerija
- Grad in mesto Pembroke, 1. marec 1804, umetnika in graverja Johna Laporteja, 1761–1839
- Pembroke: looking west okoli 1830, Henry G. Gastineau, 1791–1876, in graver J. C. Varrall, 1815–1827
- Pembroke Castle & town, okoli 1835